# Maniac Mansion
Maniac Mansion es un videojuego de aventura gráfica desarrollado por Lucasfilm Games en 1987. Inicialmente lanzado para Commodore 64 y Apple II, fue el primer videojuego que Lucasfilm Games lanzó al mercado.
El juego sigue las aventuras del joven Dave Miller en una mansión mientras intenta rescatar a su novia de un científico loco controlado por un meteorito que colisionó cerca de la mansión veinte años atrás.
El juego fue concebido en 1985 por Ron Gilbert y Gary Winnick, quienes se inspiraron para el desarrollo de la historia en los clichés del cine clase B y las películas de terror más algunos elementos de humor. Los personajes del juego fueron desarrollados sobre la base de personajes del cómic, el cine, revistas de terror o personas que ellos conocían. El diseño de la mansión está basado en la casa principal del Rancho Skywalker.
Maniac Mansion utiliza un motor creado específicamente para el juego llamado SCUMM ("Script Creation Utility for Maniac Mansion"), que supuso una revolución en las interfaces de juego para aventuras gráficas de su época y que fue muy utilizado por Lucas en posteriores desarrollos de aventuras gráficas.

## Descripción
Maniac Mansion tiene lugar en la mansión de la familia Edison; ocupada por el Dr. Fred, la enfermera Edna y su hijo Ed Weird. Viviendo con los Edison hay dos grandes tentáculos sin cuerpo, uno morado y el otro verde creados como fruto de un experimento genético. 

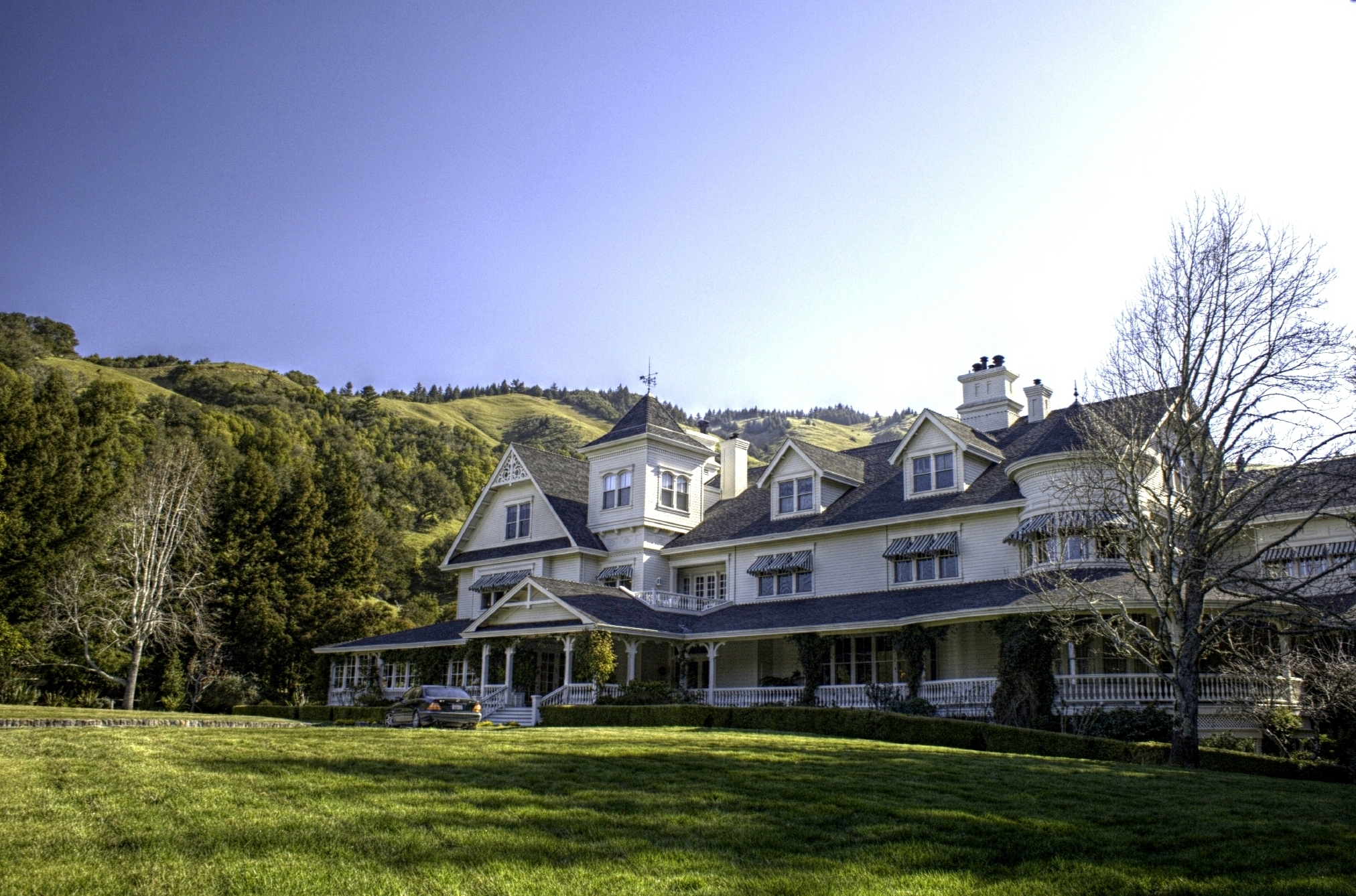
El Rancho Skywalker inspiró el diseño de la mansión.

Durante la secuencia de introducción del juego se muestra cómo un meteorito se estrella cerca de la mansión veinte años atrás. Este simbionte toma el control de la familia y causa que el Dr. Fred comience a succionar cerebros humanos para usar en sus experimentos, mientras su familia le anima y le apoya en estos esfuerzos. 
Un día, Sandy Pantz, novia de David Miller (el protagonista), desaparece sin dejar rastro y éste sospecha que el Dr. Fred la ha secuestrado. Después de la escena introductoria del juego, Dave y dos de sus compañeros se preparan para entrar a la mansión y rescatar a Sandy. El juego comienza con una pantalla de selección en la que se debe escoger dos de los seis personajes disponibles para acompañar a Dave (esta selección condicionará el desarrollo y desenlace de la historia).
Maniac Mansion es un juego de aventura gráfica con una interfaz de apunta y haz clic  para guiar a los personajes a través de un mundo en dos dimensiones en el que deberá resolver acertijos. Los jugadores pueden seleccionar quince comandos diferentes con este esquema; por ejemplo “Walk to” para mover los personajes, “New Kid” para alternar entre los tres personajes y “Pick up” para recoger objetos. Cada personaje posee habilidades únicas, por ejemplo, Syd y Razor pueden tocar instrumentos musicales; mientras que Bernard puede reparar electrodomésticos. El juego se puede completar con cualquier combinación de personajes. Debido a que muchos acertijos solo se pueden resolver con habilidades específicas, el juego ofrecerá distintos desenlaces dependiendo de los personajes escogidos por el jugador.
El modo de juego es interrumpido regularmente por “cutscenes” (término acuñado por Ron Gilbert), que avanzan en la historia y muestran al jugador las acciones de los personajes no jugables. Incluyendo al tentáculo verde, los habitantes de la mansión son una amenaza y meterán a los personajes jugables al calabozo - o intentaran matarles - si los ven. También es posible que el propio jugador cause la muerte de alguno de sus personajes. En cualquier caso, si uno de los personajes muere, el jugador podrá escoger entre los restantes. Finalmente, el juego termina cuando todos los personajes mueren. Maniac Mansion tiene cinco posibles finales exitosos, que dependerán de la combinación de personajes que realice el jugador, quiénes sobrevivan y que sucesos generen.

## Diseño

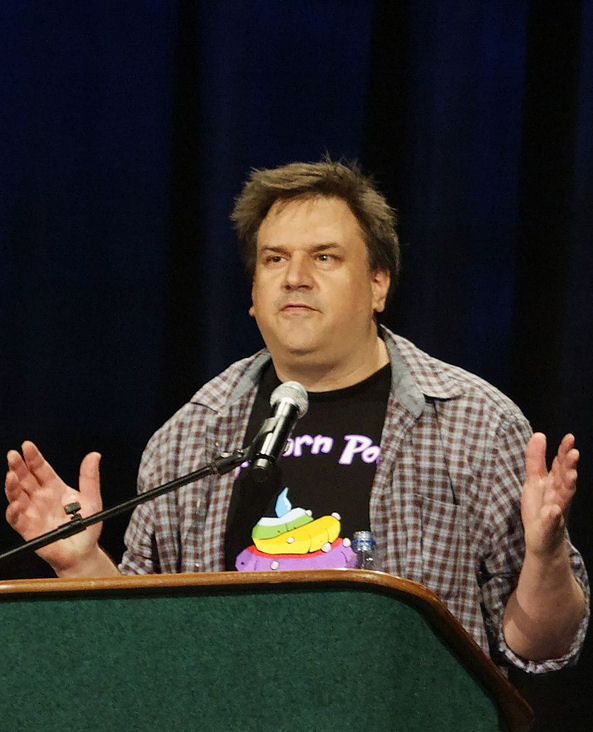
Ron Gilbert, cocreador del videojuego.

Maniac Mansion fue concebido en 1985, cuando Lucasfilm Games asignó a sus empleados Ron Gilbert y Gary Winnick la tarea de crear un videojuego original. Gilbert había sido contratado por Noah Falstein para que trabajara en Lucasfilm Games por tres meses programando el juego Koronis Rift. Mientras tanto, Winnick se encontraba trabajando en Labyrinth: The Computer Game. Al unirse para el desarrollo de este proyecto, Gilbert y Winnick descubrieron que compartían un humor similar e iguales gustos sobre cine y televisión. Para completar el proyecto, Gilbert fue contratado a tiempo completo. El éxito obtenido por este videojuego y sus antecesores es atribuido por Gilbert al hecho de que los directivos de Lucasfilm Games realizaron muy poca supervisión al proceso de desarrollo. Aunque Gilbert y Winnick son los diseñadores y coescritores principales, ellos trabajaron por separado en el arte y la programación del juego respectivamente.
En la lluvia de ideas realizada para definir la historia del juego, salió a flote el amor que ellos sentían hacia el cine B y decidieron crear un videojuego de una comedia de terror ambientado en una casa embrujada. Winnick llamó a esta idea “una ridícula película de terror adolescente”, donde un grupo de jóvenes son sacrificados uno por uno mientras intentan escapar de la casa. Este dúo creativo hizo uso de clichés de cintas de terror populares como Friday the 13th y A Nightmare on Elm Street para configurar el juego.

## Influencia
Maniac Mansion destacaba por tener múltiples finales alternativos, dependiendo de los personajes escogidos (y de los que logren sobrevivir), y de lo que hagan los personajes a lo largo del juego. Algo inusual en los juegos de LucasArts es la posibilidad de que los personajes mueran (después de una serie de grandes errores por parte del jugador): si se produce la pérdida de todos los personajes pierdes el juego. También existe un final alternativo si durante el juego muere Dave, el novio de Sandy.
El juego tuvo cierta notoriedad por sus giros en el guion, y golpes de humor. Uno de sus chistes más famosos es el de la motosierra sin gasolina, que marcó referencia en los juegos de LucasArts, que apareció por primera vez en el segundo juego que también usaba el motor SCUMM, Zak McKracken and the Alien Mindbenders. Consistía en que aparecía gasolina solo para motosierras, pero no había motosierras. Además, en una posterior versión de Maniac Mansion, hay un póster del juego Zack McKracken en la sala de juegos recreativos (o sala de arcade), en el que se puede leer "Me pregunto... ¿para qué sirve la gasolina en Marte?". Otro chiste hace referencia a la escalera que hay en la biblioteca (con un cartel que pone escalera fuera de servicio). Aparentemente, es un puzle del juego, pero en realidad no existe modo alguno de pasar por la escalera.
Otra curiosidad es que el juego completo está contenido en su secuela Day of the Tentacle, accediendo a él desde el ordenador del dormitorio del extraño Ed.
Maniac Mansion fue el primer juego en el que apareció Chuck the Plant (está en la biblioteca); Chuck aparece en otras dos aventuras gráficas de LucasArts y en varios juegos de otras empresas.

## Personajes del juego
A diferencia de la mayoría de las aventuras gráficas, Maniac Mansion tiene varios posibles personajes con los que puedes jugar. Controlarás a Dave y a otros dos personajes, a escoger entre un grupo de seis, cada uno de ellos con sus propias habilidades. 
- Dave Miller es el protagonista del juego, ya que es el novio de Sandy. Es el personaje que juega la mayor parte del tiempo a pesar de no poseer ningún talento en especial. Él será el único personaje fijo en el equipo de tres.

Deberás escoger otros dos personajes entre los siguientes para completar tu equipo.
- Bernard Bernoulli, nerd; su habilidad es reparar todo tipo de objetos electrónicos (necesarios para algunos acertijos), aunque huye fácilmente del tentáculo verde, salvo que uno de sus amigos le acompañe. Pese a ser un personaje opcional al igual que los otros, su presencia es significativa, ya que es el personaje principal de la secuela de este juego: Maniac Mansion 2: Day of the Tentacle. Es un personaje que permite avanzar rápidamente en el juego.
- Razor es la guapa cabecilla de la banda de punk rock Razor and the SCUMMetters. Sabe mucho de música y es capaz de tocar muchos instrumentos. Está basada en la novia de Gary Winnick, uno de los diseñadores del juego.[3] Algunas fuentes dicen que está basada en la cantante/compositora Tori Amos, particularmente en la carátula de Y Kant Tori Read, un disco de su fracasado grupo Y Kant Tori Read. Hay una referencia al grupo The SCUMMettes en Zak McKracken
- Wendy Wells es una aspirante a novelista con talento para escribir.[4]
- Jeff Woodie es un surfista. Sin embargo, lo único que puede hacer es reparar el teléfono, algo que Bernard también puede hacer.
- Syd es un músico de New Wave. Además es un viejo amigo de Razor que tiene las mismas habilidades musicales que ella.
- Michael F. Stoppe es el fotógrafo del periódico del instituto. Es uno de los primeros personajes de etnia negra aparecidos en un videojuego.

### Personajes no jugables
Además de los personajes jugables, existe un número de coloridos personajes (metafórica y literalmente) no jugables que viven en la mansión como el Doctor Fred, Sandy y otros más. Los personajes no jugables en ocasiones serán tus enemigos y en otras tus aliados dependiendo de la situación.
- Enfermera Edna: una lujuriosa y horrible enfermera, además de ser la esposa del Doctor Fred. Cuando uno de los chicos es capturado por ella, lo encierra en la mazmorra.
- Ed el raro: es el hijo de Fred y Edna, un maniático paramilitar con una obsesión hacia su hámster. Si durante el juego le robas su hámster y lo calientas en el microondas este explotará; si le devuelves los restos, Fred matará a tu personaje. En posteriores versiones, en particular la versión para NES, no es posible introducir el hámster en el microondas ya que el juego fue censurado. Si ayudas a Ed en sus planes, ayudará a pasar al Tentáculo Púrpura en el laboratorio del Dr. Fred.
- Primo muerto Ted: primo de Edna, es una momia con su propio gimnasio, una colección de revistas eróticas y un sarcófago equipado con televisión.
- Tentáculo verde y Tentáculo púrpura: un par de tentáculos andantes. Verde aspira a ser músico de rock and roll y es maníaco depresivo. Si le consigues un contrato con una productora musical ayuda a pasar al tentáculo púrpura en el laboratorio. Púrpura es el hombre de confianza del Dr. Fred, aunque si le muestras la placa del policía galáctico traicionará al Dr. Fred, diciendo que este lo obligó a actuar.
- Meteoro púrpura: es un malvado e inteligente meteorito del espacio exterior. Al final del juego se revela que ha coaccionado al Dr. Fred hasta llevarlo a una vida de villanía mediante control mental. Dependiendo de cómo el jugador trate al meteorito tendremos los distintos finales del juego y entre ellos estará el de su muerte, el de una cadena perpetua por parte de la policía extraterrestre, o una aparición en un show nocturno similar a una parodia de David Letterman.
- Dr. Fred: científico maníaco obsesionado con los cerebros. Precisamente, al principio del juego dice que ha secuestrado la novia de Dave para absorberle sus "preciosos sesos" y convertirla en un zombí.

## Versiones
El juego fue originalmente lanzado para Commodore 64, y debido a que usaba el motor gráfico SCUMM, pudo de manera relativamente rápida ser portado a otras plataformas. El líder del proyecto fue Ron Gilbert quien también lo diseñó junto a Gary Winnick. El guion fue escrito también por Ron Gilbert y David Fox. También se publicaron versiones para los ordenadores  Apple II, Amiga, y Atari ST.
En 1988, salió al mercado una versión para PC gráficos EGA (aunque era también compatible con gráficos CGA y también con Hércules (dos colores).
En 1988, Jaleco hizo una versión de Maniac Mansion para la Famicom en Japón. 
En 1989, se comercializó una versión mejorada de Maniac Mansion con gráficos EGA y mayor resolución para PC.
En 1990, Lucasfilm publicó en Norteamérica y Europa una versión para NES fuertemente censurada, con el propósito de acatar la política de Nintendo, por ejemplo cambiaron la frase "te absorberé el cerebro" por "te quitaré tu cerebro" y se eliminó una estatua desnuda semejante al Amanecer de Miguel Ángel, entre otras cosas. Sin embargo, Nintendo inicialmente pasó por alto la posibilidad de calentar el hámster en el microondas hasta la muerte. Muchos cientos de copias de Maniac Mansion fueron vendidas antes de que Nintendo se diera cuenta y pidiera su eliminación. También en la versión del juego para NES, un bug de programación permitía seguir utilizando el personaje como si de un "fantasma" se tratara. El sprite del personaje no aparece visible, pero puedes seguir moviéndolo por la pantalla, siendo posible finalizar el juego con este "personaje fantasma". Dicha versión solucionaba algunos bugs del original en su momento, que impedían terminar el juego.
A principios de los 90, el programador Douglas Crockford, responsable del versionado del juego para NES de Nintendo, escribió un artículo titulado The Expurgation of Maniac Mansion, donde detalla sus batallas con Nintendo durante el proceso de conversión del juego. A lo largo de los primeros años de los 90, el artículo se extendió por medio de fotocopias y correos electrónicos masivos, finalmente estuvo ampliamente disponible en varios sitios webs. En el artículo, Crockford detalla la discutiblemente absurda política mantenida por Nintendo a principios de los 90 respecto a sus videojuegos; esencialmente, la política mantenía que cualquiera se podría ofender de alguna manera (como por ejemplo con referencias religiosas, lenguaje malsonante, violencia o sexualidad).
Jaleco relanzó una versión sin censura del juego para Famicom en Japón dos años antes; esta versión sin embargo presentaba gráficos inmensamente inferiores, con fondos simplificados y sin scrolling (muchas habitaciones, que presentaban elaborados detalles, como fotografías y papel pintado en las paredes en las versiones occidentales del juego, aquí eran presentadas como pantallas con colores sólidos y carentes de detalles, exceptuando los objetos necesarios para completar el juego) y personajes redibujados de un modo más caricaturesco, al estilo superdeformado (aparentemente como un intento para hacer el juego más agradable para el público japonés; muchos de los personajes estaban acabados con un aspecto parecido a bloques con caras). Debido a la naturaleza del mercado de Famicom en Japón, Jaleco era un fabricante de cartuchos de videojuegos, y la censura de Nintendo nunca fue necesaria. Por otra parte, esta versión usaba contraseñas para guardar la partida excesivamente largas, de 104 caracteres de longitud.
Como curiosidad, debido a limitaciones técnicas del hardware de la época, en la versión original del juego (que utilizaba gráficos CGA de 4 colores) tanto el Dr. Fred como su familia se muestran con la piel color naranja, sin embargo en ediciones posteriores del juego (que usaban tarjetas gráficas EGA y VGA de 16 y 256 colores respectivamente) se rediseñaron los personajes cambiándoles el color de piel naranja a azul celeste.

## Lanzamiento
En contraste con juegos anteriores, donde Lucasfilm Games tenía un solo desarrollador y utilizaba editores externos; la empresa comenzó a tomar el rol de editor en este videojuego. Lucasfilm Games contrató a Ken Macklin, quien a su vez contrató a Winnick; quien diseñó la portada del juego. Gilbert y Winnick colaboraron con el departamento de marketing para el diseño de la contraportada. Los dos también crearon e insertaron huevos de Pascua, historia de fondo y las bromas. 
Después de alrededor de veinticuatro meses de desarrollo, el juego debutó en el Consumer Electronics Show de Chicago en 1987. El juego fue lanzado inicialmente al mercado para el Commodore 64 y el Apple II en octubre de 1987.
Después de que la empresa Toys "R" Us se quejara por la presencia de la palabra “lujuria” en la contraportada, se retiró el juego de sus estanterías hasta que Lucasfilm Games la modificó.

## Recepción
Maniac Mansión fue bien recibido por la crítica, la cual comparó el videojuego con un gran número de películas. Paul Summer, Julian Rignal y Steve Jarralt realizaron reseñas en las revistas Comodore User y Zzap!64 donde le comparaban con la película The Rocky Horror Picture Show. Otras reseñas le comparaban con cintas como Psicosis, Friday the 13th, The Texas Chain Saw Massacre, The Addams Family y Scooby-Doo.
Keith Farrell, de la revista COMPUTE!’s Gazette, menciona la similitud de Maniac Mansion con las películas, particularmente el uso de escenas para “agregar información o urgencia”, alabando también el alto nivel de detalle en la escritura, los gráficos y la animación: “cada uno de los adolescentes se desarrolla completamente, con características y vestuario que muestran enteramente su personalidad”.
El editor Orson Scott Card elogió el humor del juego, la narración cinematográfica y la ausencia de violencia, llamándolo “un convincente buen juego” y evidenciando que Lucasfilm ayudaba “a hacer videojuegos con narración artística”.

## Legado
Lucasfilm concibió la idea de una adaptación a televisión, que compraría The Family Channel en 1990. El programa era una colaboración entre Lucasfilm, The Family Channel y Atlantis Films y contaba con Eugene Levy como líder de guionistas y Joe Flaherty como el Doctor Fred. Esta era una comedia situacional que salió al aire tras el lanzamiento del videojuego al mercado. Fue emitida en YTV en Canadá y en The Family Channel en Estados Unidos. Parcialmente basada en el videojuego, el show se enfocaba en la vida de la familia de Edison. En retrospectiva, Gilbert comentó que la premisa del programa cambió gradualmente durante la producción a algo totalmente diferente a la trama original del videojuego. Tras su lanzamiento, el programa fue bien recibido por la crítica; la revista Time lo nombró como uno de los mejores nuevos programas de televisión de 1990. En 1993 LucasArts publicó la secuela, que recibió el nombre de "Day of the Tentacle" o "Día del Tentáculo", donde era posible jugar a Maniac Mansion si se encontraba el lugar del juego donde estaba oculto.
En 2004, un grupo de fanes crearon una versión llamado Maniac Mansion Deluxe, que arrancaba en Windows y estaba hecho con AGS. Se colorearon nuevamente todos los escenarios a 256 colores y se añadió música extraída de la secuela oficial. El juego tuvo algunos bugs que fueron subsanados a base de actualizaciones. El grupo alemán Edison Interactive está desarrollando una versión freeware con el nombre "La Noche del Meteoro" (Night of the Meteor) con gráficos similares a "Day of the Tentacle" que incluirá nuevos puzles, más diálogos y música que el juego original.
En 2023 en Argentina, se estrenó "Mansión Maniática, una parodia musical de Pablo Flores Torres", musical que parodiaba el arco principal del videojuego.